# Dom dwurodzinny przy ul. Zielonego Dębu 23/25 we Wrocławiu
Dom dwurodzinny przy ul. Zielonego Dębu 23/25 – modernistyczny budynek mieszkalny na osiedlu Dąbie, wybudowany jako dom eksperymentalnego osiedla wystawy WUWA według projektu Paula Häuslera.
Dwurodzinny dom zaprojektowany przez Paula Häuslera był jednym z sześciu domów wolnostojących zgrupowanych w północnej części wzorcowego osiedla „Mieszkanie i Miejsce Pracy”. Jest domem typu bliźniak, składa się z dwóch identycznie rozplanowanych mieszkań przeznaczonych dla około siedmioosobowych rodzin. Bryła budynku podobnie jak w przypadku innych domów wystawy jest prosta i pozbawiona zbędnych dekoracji. Budynek jest prostopadłościanem krytym płaskim dachem. Od ulicy dobudowane są dwa ganki z drzwiami wejściowymi, od strony ogrodu budynek posiada dwie loggie. Podobnie jak w przypadku innych domów jednorodzinnych tego osiedla wnętrze domu podzielone jest na część dzienną na dole z kuchnia jadalnią i pokojem dziennym oraz część nocną na górze z sypialniami i łazienką. Konstrukcja domu jest ceglana wykonana z cegieł o grubości 44 cm z pustką wypełnioną żużlem.